# Tarczyk ostowy
Tarczyk ostowy (Cassida rubiginosa) – gatunek chrząszcza z rodziny stonkowatych i podrodziny tarczykowatych. Naturalnie występuje w niemal całej Palearktyce, a ponadto zawleczony został do nearktycznej Ameryki Północnej i Nowej Zelandii. Żeruje na różnych astrowatych.

## Taksonomia
Gatunek ten opisany został po raz pierwszy w 1776 roku przez Ottona Friedricha Müllera.

## Morfologia

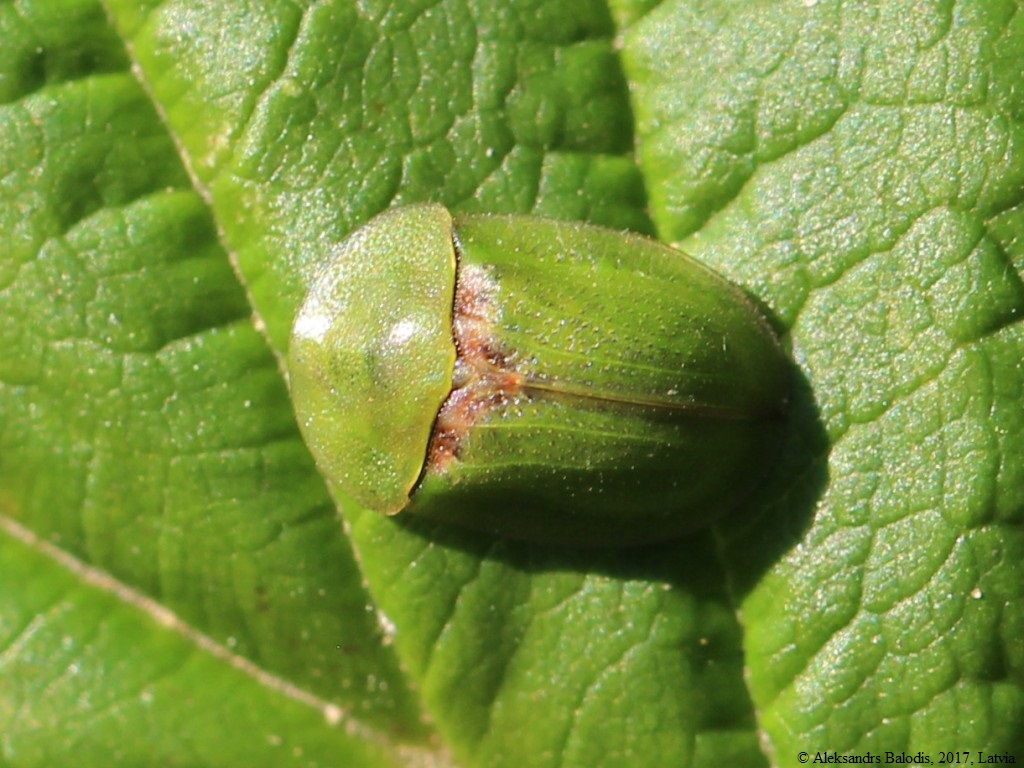
Imago na roślinie

Chrząszcz o ciele długości od 6 do 7,5 mm, owalnym w zarysie. U żywych osobników grzbietowa strona ciała ma zielone tło oraz trójkątną plamę barwy czerwonej lub brunatnej obejmującą tarczkę i jej sąsiedztwo, takiej samej barwy cztery małe kropki przy przednich brzegach pokryw oraz brunatnego lub czarnego koloru plamki położone na pokrywach tuż za tarczką. U martwych, wysuszonych okazów grzbietowa strona ciała wraz z większością wzoru blaknie i tylko plamka za tarczką utrzymuje ciemny kolor. Przedplecze ma zawsze jednolite, pozbawione wzoru ubarwienie. Głowa jest czarna i odznacza się wąskim, półtora raza dłuższym niż szerokim nadustkiem. Czułki mają żółte części nasadowe i czarne części wierzchołkowe. Brzegi przedplecza i pokryw są rozpłaszczone. Kształt przedplecza wykazuje dymorfizm płciowy – u samca jest ono szersze, półowalne, o lekko zaostrzonych kątach tylno-bocznych, zaś u samicy węższe, półkoliste, o bardziej stępionych kątach tylno-bocznych. Na bocznych brzegach pokryw brak jest wałeczkowatych nabrzmiałości. W widoku bocznym brak jest na pokrywach wyraźnego owłosienia. Punktowanie pokryw jest tylko częściowo regularne, zaburzają je nadliczbowe punkty między trzecim a czwartym rzędem. Odnóża są jasne z czarnymi nasadowymi połowami ud. Stopy mają rozchylone, pozbawione ząbków przy nasadach pazurki wystające poza wieńce szczecinek na trzecich członach.

## Biologia i ekologia

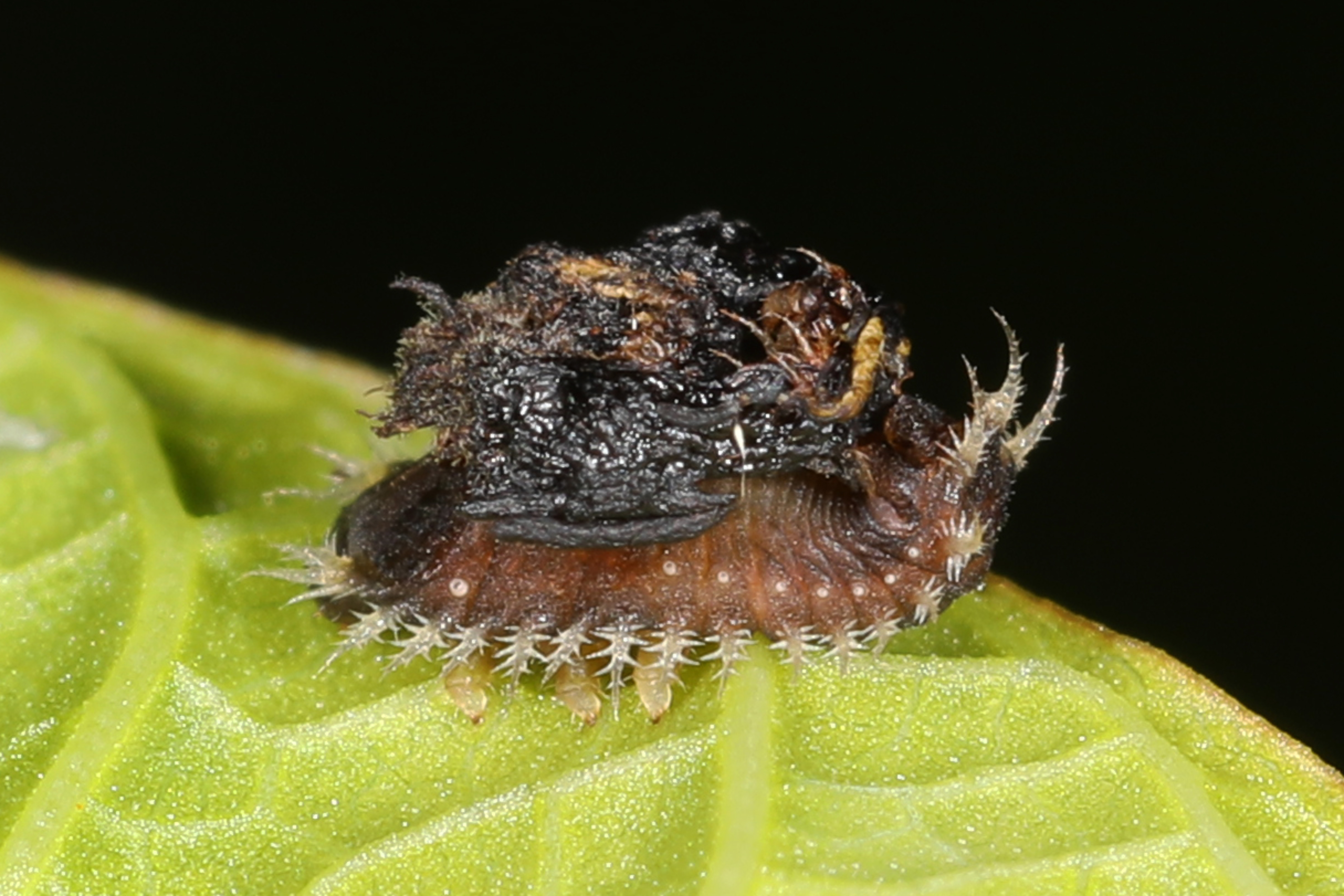
Larwa z parasolowatą osłonką z odchodów

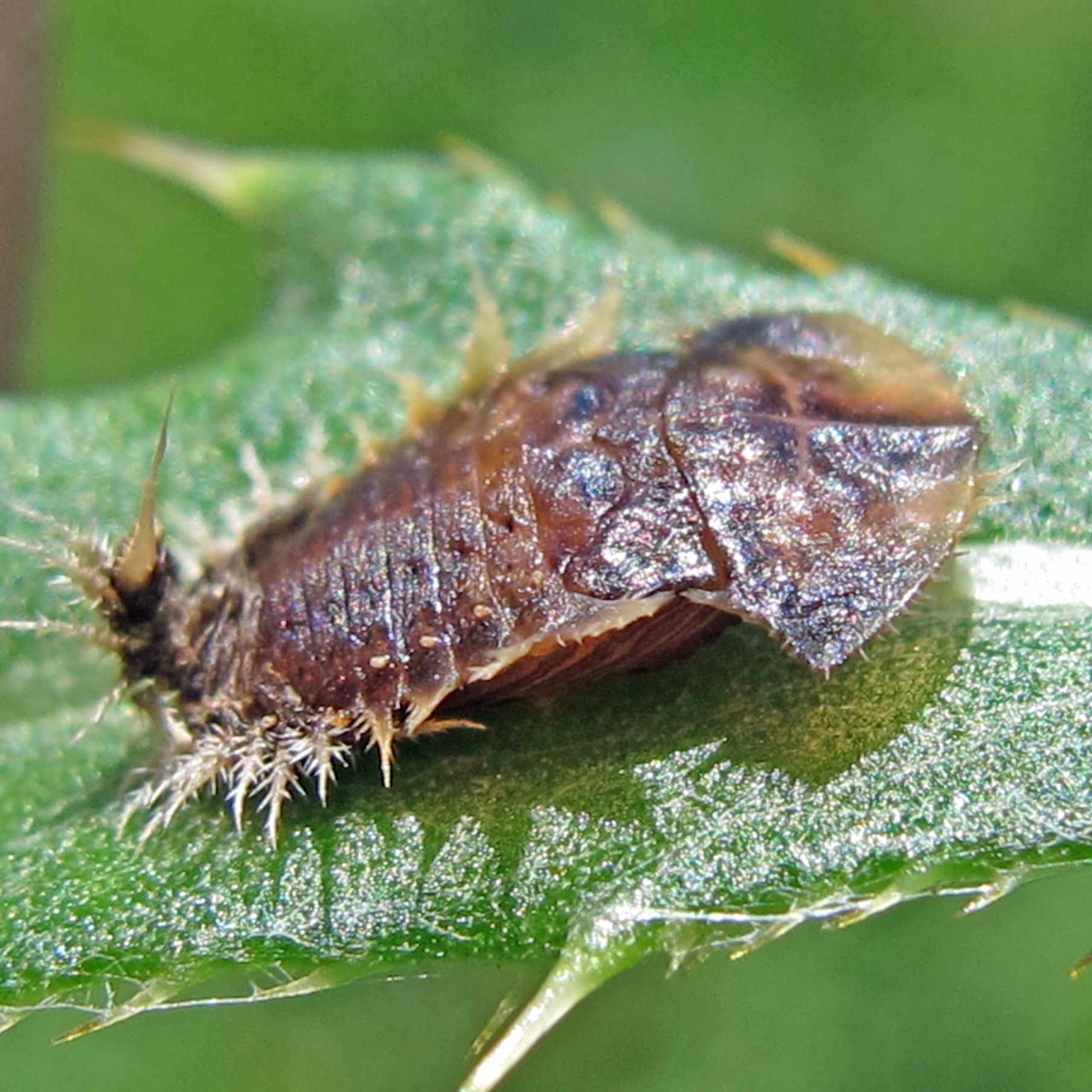
Poczwarka

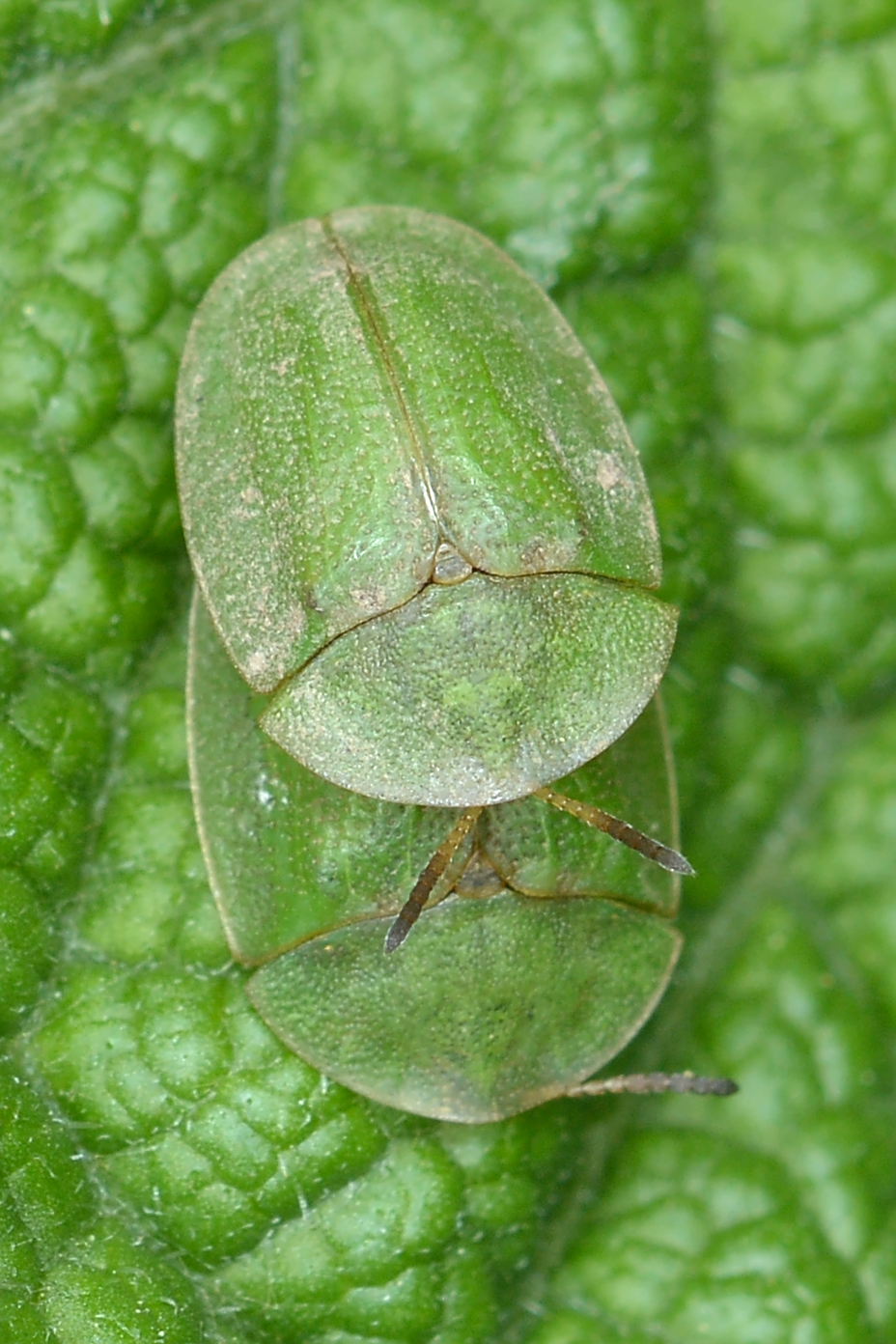
Kopulacja

Owad ten zamieszkuje lasy, parki, zarośla, łąki, ugory, przydroża i przytorza. Pospolity jest zwłaszcza na stanowiskach ruderalnych. Zarówno osobniki dorosłe jak i larwy tego tarczyka są fitofagami żerującymi na roślinach z rodziny astrowatych, zwłaszcza z plemienia Cardueae. Wśród jego roślin żywicielskich wymienia się: bylicę nadmorską, Centaurea pectinata, chaber łąkowy, karczocha hiszpańskiego, karczocha zwyczajnego, łopian większy, oman wielki, oset bezkwiatowy, oset kędzierzawy, oset nastroszony, oset zwisły, ostropest plamisty, Cirsium chrysacanthum, Cirsium incanum, Cirsium ucrainicus, ostrożeń błotny, ostrożeń głowacz, ostrożeń krótkołodygowy, ostrożeń lancetowaty, ostrożeń łąkowy, ostrożeń polny, ostrożeń warzywny, płeszniki, popłochy, Saussurea tanakae, sierpika barwierskiego oraz wrotycze.
Owady dorosłe opuszczają zimowe kryjówki wczesną wiosną, a nawet w cieplejsze dni pod koniec zimy. Dożywają do około 80 tygodni. Okres rozrodu przypada na cieplejszą porę roku. Zaplemniona samica składa jaja z przerwami przez łącznie około 6 tygodni, mogąc ich w ciągu życia złożyć do około tysiąca. Jaja składane są w brązowawych ootekach na spodniej stronie liści roślin żywicielskich. Wylęg larw następuje po około tygodniu. Pierwsze ich stadium jest kremowobiałe. Trzy początkowe stadia larwalne żerują wygryzając na spodniej stronie liścia okienka, natomiast dwa ostatnie zgryzają liście od ich wierzchołków. Znajdujące się na wierzchołku odwłoka larwy rozwidlone kolce umożliwiają odkładanie się nad nią odchodów i resztek zrzuconych wylinek w formie ochronnego parasola, zwanego scatopleta.

## Rozprzestrzenienie
Pierwotnie gatunek szeroko rozpowszechniony w niemal całej Palearktyce, później zawleczony też do dwóch innych krain. Na zachodzie sięga po Wyspy Kanaryjskie. W Europie znany jest z Portugalii, Hiszpanii, Wielkiej Brytanii, Francji, Monako, Belgii, Luksemburga, Holandii, Niemiec, Szwajcarii, Liechtensteinu, Austrii, Włoch, Słowenii, Danii, Szwecji, Norwegii, Finlandii, Estonii, Łotwy, Litwy, Polski, Czech, Słowacji, Węgier, Ukrainy, Rumunii, Bułgarii, Słowenii, Chorwacji, Bośni i Hercegowiny, Serbii, Czarnogóry, Albanii, Macedonii Północnej, Grecji, Rosji i Turcji. Występuje na licznych wyspach Morza Śródziemnego (m.in. Baleary, Sardynia, Sycylia, Kreta, Dodekanez). W Afryce Północnej sięga aż po skraje pustyń. W Azji występuje na Syberii, w Kazachstanie, Mongolii, Chinach, na Kurylach i w Japonii. W 1901 roku zawleczony został przypadkowo do Kanady, do Quebecu. Stamtąd rozszerzył zasięg, sięgając Nowego Brunszwiku i Alberty. Celowo introdukowany był w Wirginii oraz Nowej Zelandii.

## Znaczenie gospodarcze
Poza swoim naturalnym zasięgiem gatunek ten wykorzystywany jest do biologicznego zwalczania ostrożenia polnego, będącego tam uciążliwym chwastem, przynoszącym duże straty gospodarcze. Pierwszej celowej introdukcji tarczyka ostowego dokonano w Wirginii. Największą skuteczność wykazuje on tam w suche lata, kiedy to pięć chrząszczy jest w stanie ograniczyć nadziemną biomasę pojedynczej rośliny o 88%, wskutek czego tylko 25% roślin przeżywa do końca roku następnego. W 2006 roku sprowadzono go do Nowej Zelandii, a w 2007 dokonano tam pierwszych wypuszczeń.